# Гатри, Джеймс (художник)
В википедии есть статья о тёзке данной персоны — политике

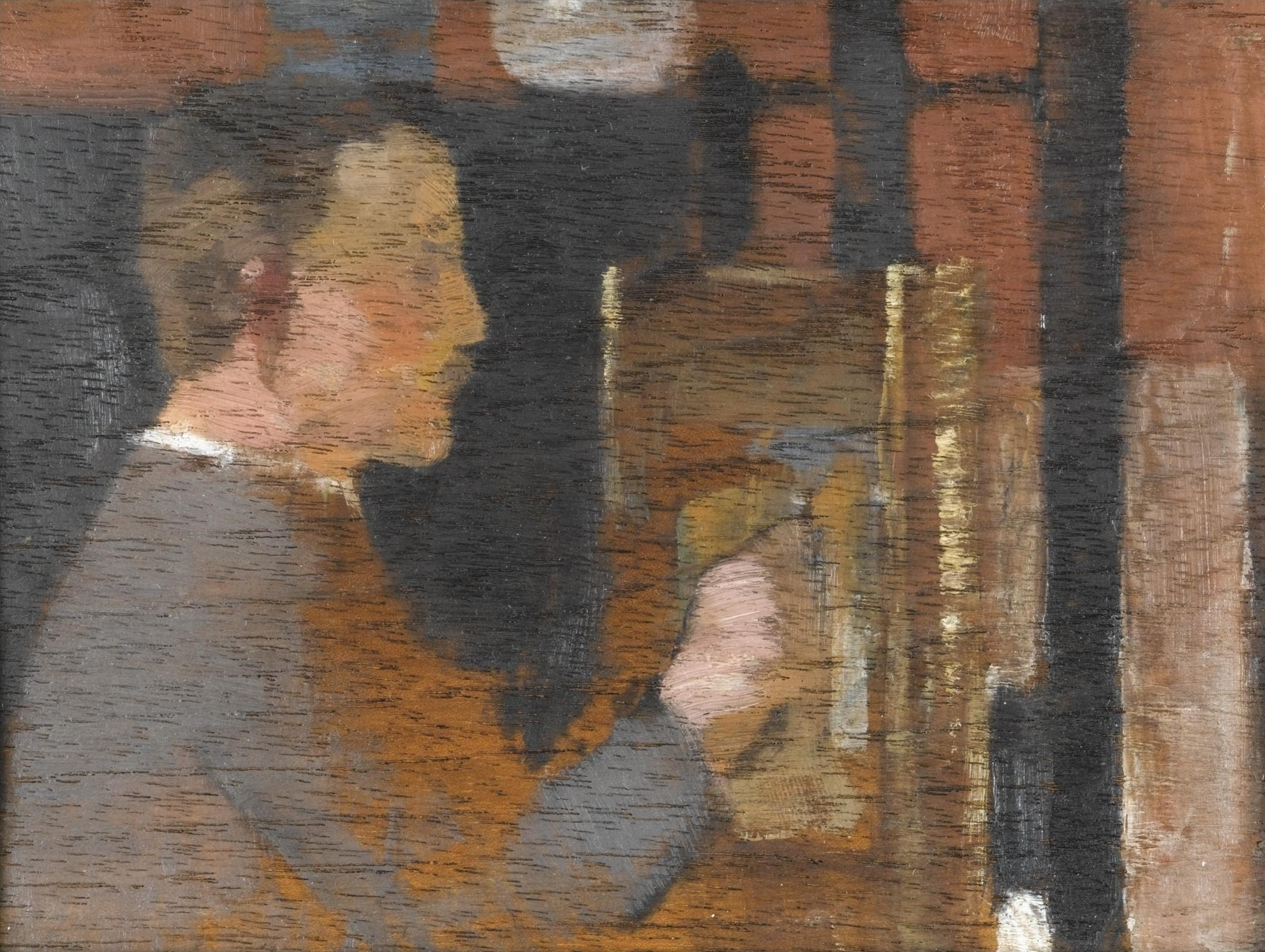
Джозеф Кроухолл Джеймс Гутри в своей мастерской (1885)

Сэр Джеймс Гутри (англ. James Guthrie; 10 июня 1859, Гринок — 6 сентября 1930, Ру, область Аргайл-энд-Бьют) — шотландский художник-постимпрессионист и реалист, один из ведущих представителей художественной группы Глазго Бойс.

## Жизнь и творчество
Родился в семье священника. Поступил на юридический факультет университета Глазго, однако в 1877 году принял решение стать художником. Учился у Джеймса Драммонда. В 1878 приехал в Лондон и изучал здесь историческую и жанровую живопись. После окончания обучения он пытался вступить в Клуб художников Глазго, однако безуспешно.
Затем вместе с художниками Джозефом Кроухоллом и Эдвардом Уолтоном уехал в Париж, где изучал творчество французских художников-реалистов, в частности, полотна работы Жюля Бастьен-Лепажа.
После возвращения в Глазго вступил в группу Глазго Бойс, однако собрания её членов посещал редко, предпочитая совместные выезды на этюды, создавая пейзажи шотландской природы. Жил в это время в сельской местности графства Бервикшир. В 1888 году стал членом-корреспондентом Королевской Шотландской Академии, в 1892 — её действительным членом. С 1902 года — президент Королевской Шотландской Академии. В 1903 году был посвящён в рыцари. В 1920 году сэр Джеймс Гутри был награждён королём Альбертом I бельгийским Орденом Короны.
В последний период своего творчества занимался портретной живописью (написал портреты А. Бальфура, Д. Ллойд Джорджа, Эндрю Бонара Лоу и др.).

## Галерея

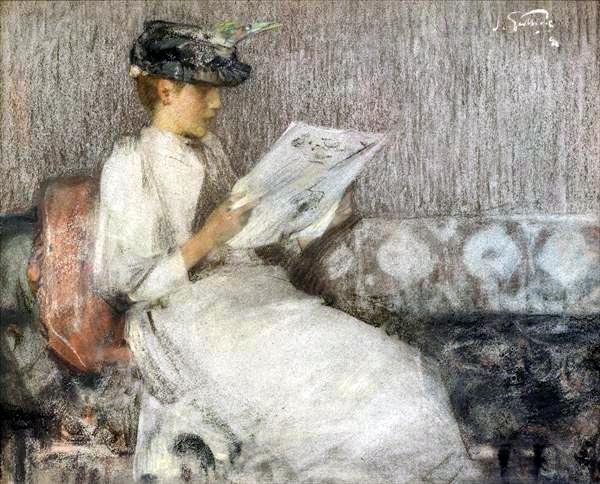
Утренняя газета (1890)
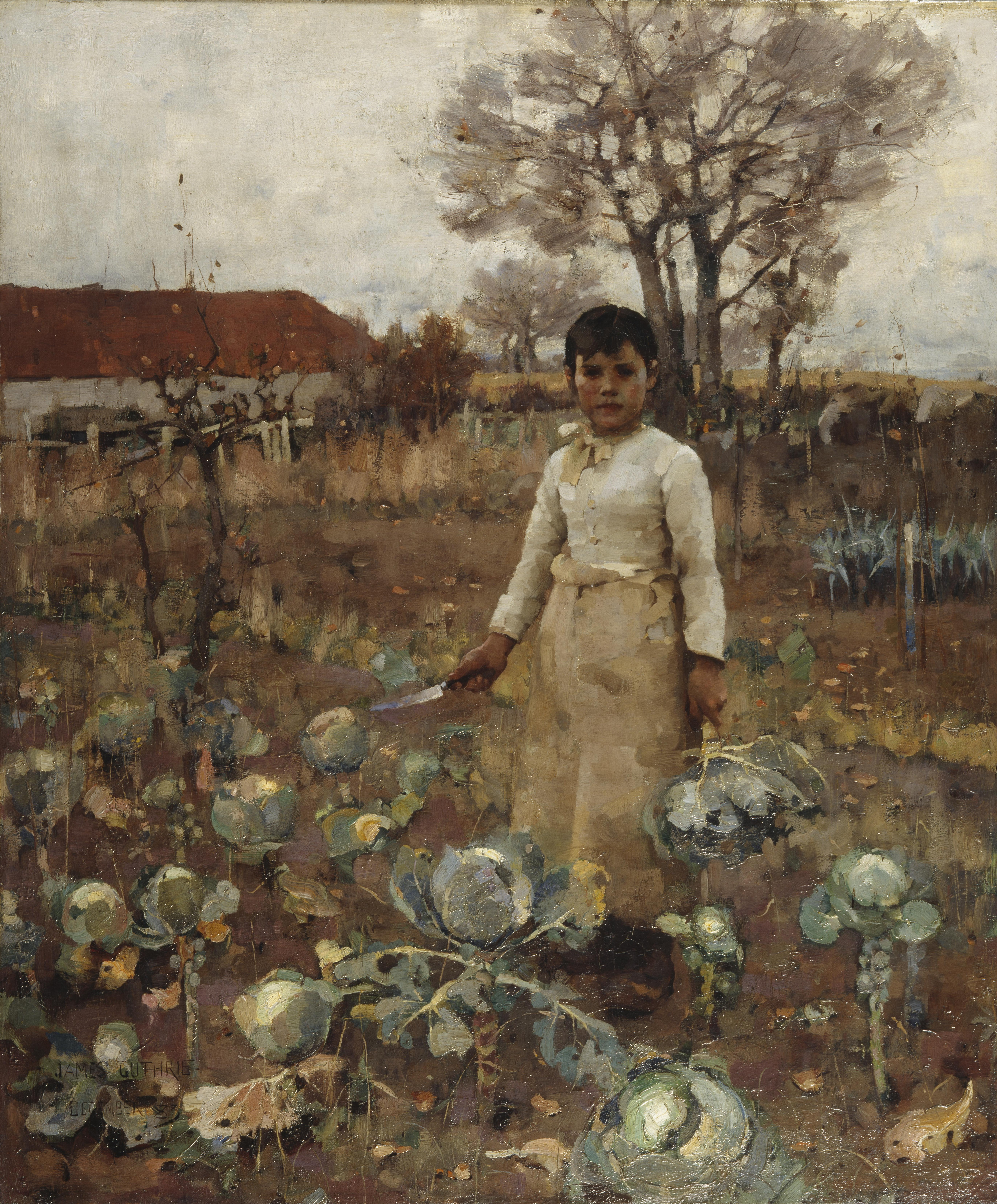
Дочь индуса (1883)
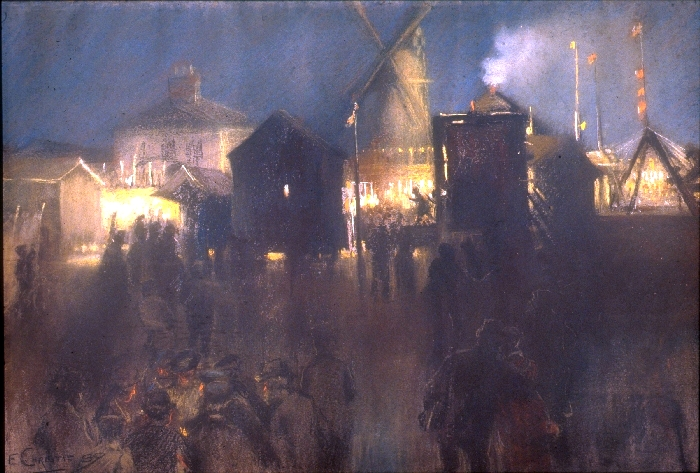
Ночная ярмарка (1889)
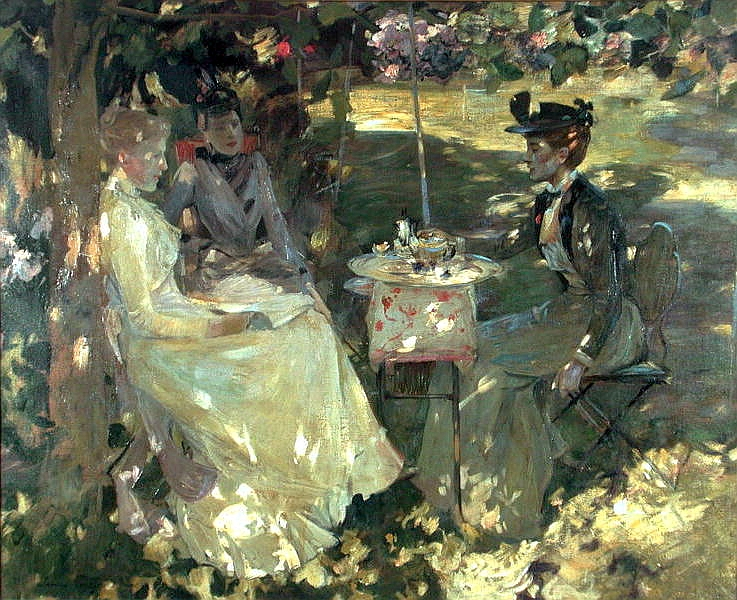
Середина лета (1892)
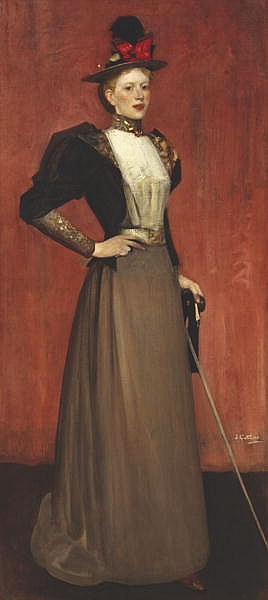
Портрет Мэгги Гамильтон
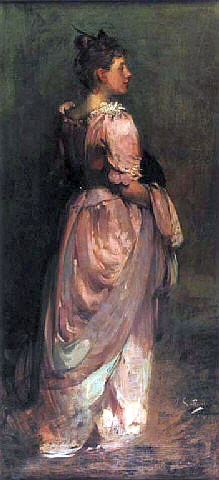
Мисс Анна Спенсер (1892)
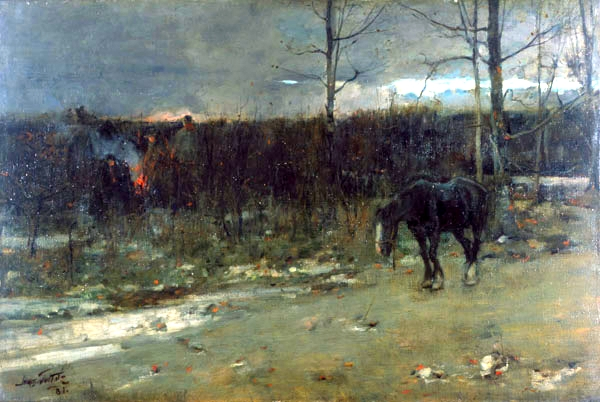
Цыганский костёр (1881)
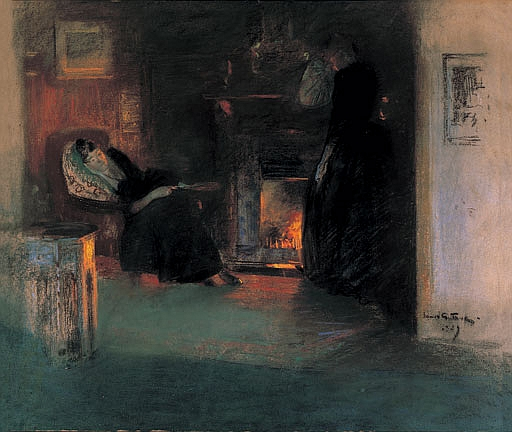
В отблесках пламени (1890)
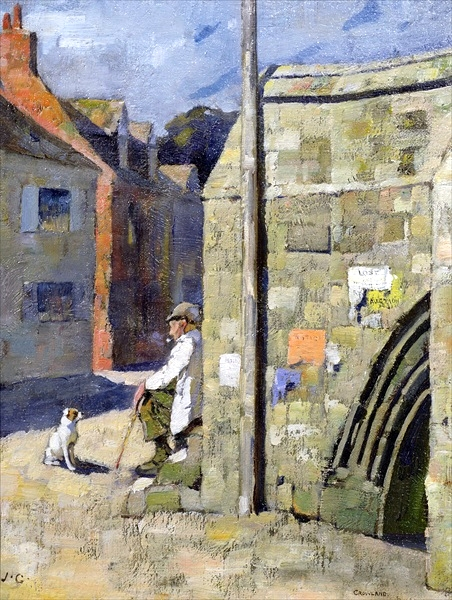
Мост
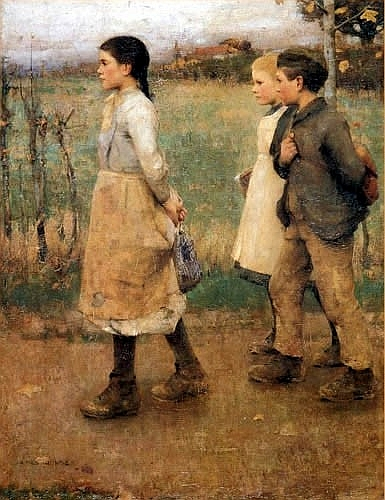
Школьники (1884)
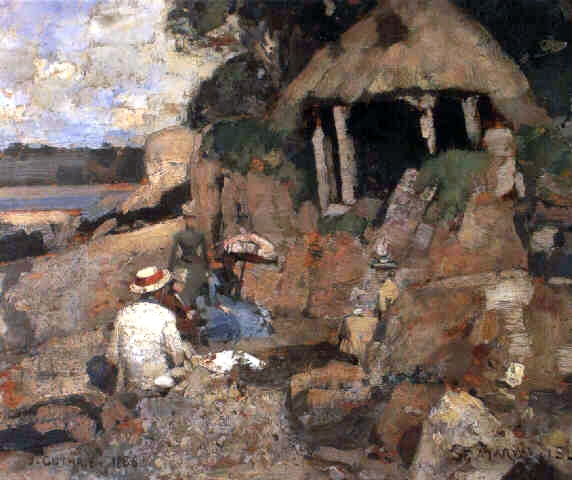
На даче (1886)
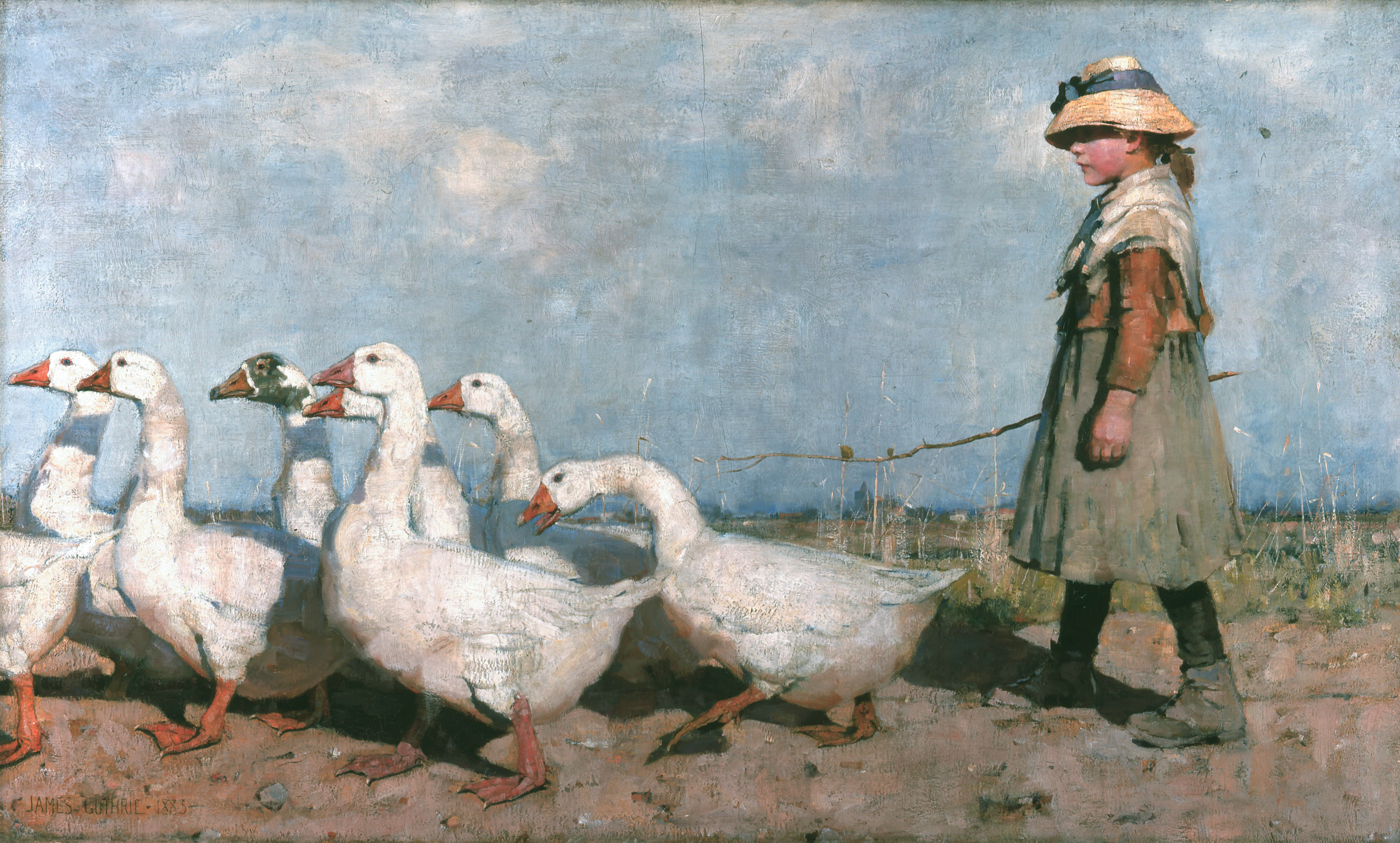
Снова пастись (1883)
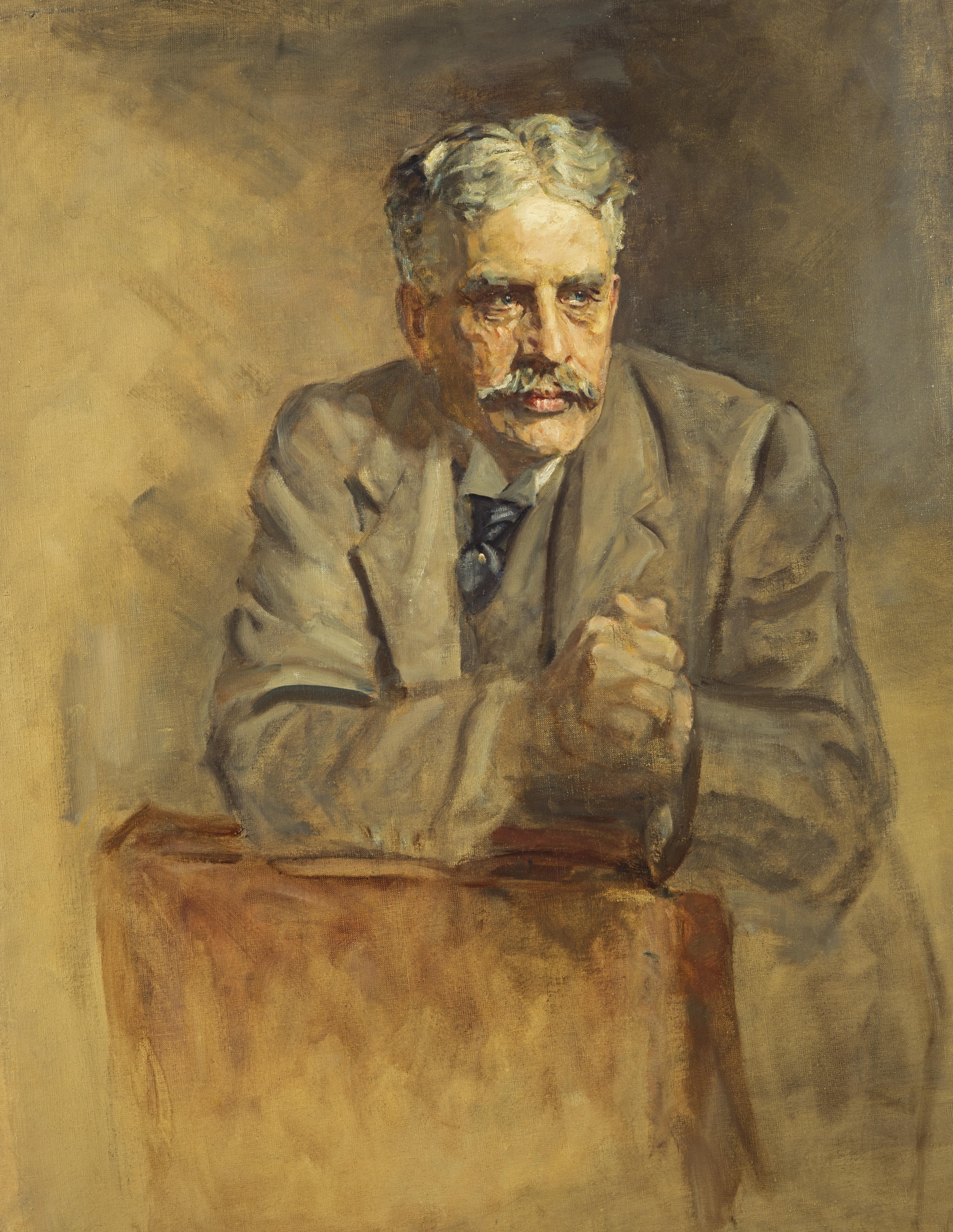
Портрет Роберта Бордена (1920)